# Horst Hauthal
Horst Hauthal (* 3. September 1913 in Berlin; † 21. März 2002 in Bad Neuenahr) war ein deutscher Botschafter.

## Leben
Horst Hauthal machte 1932 in Berlin sein Abitur und studierte Mathematik, Naturwissenschaften und Philosophie in Berlin und Halle.
Am 17. August 1937 beantragte er die Aufnahme in die NSDAP und wurde rückwirkend zum 1. Mai desselben Jahres aufgenommen (Mitgliedsnummer 5.062.619). Er wurde 1939 Referendar und trat 1940 in den Auswärtigen Dienst ein. Horst Hauthal leitete bis 1945 als Oberregierungsrat den, als Personal-Sonderdienst bezeichneten, Chiffrierdienst, welcher als Teil der Abteilung Personal Z, unter der Leitung des Gesandten Curt Selchow (1886–1967) stand. Die Chiffrierabteilung war mit dem Zusammenstellen und Verteilen von Codes und Chiffren im Außenministerium befasst.
1954 wurde Horst Hauthal zum Doktor der Wirtschaftswissenschaften promoviert. Im Außenministerium der Bundesrepublik Deutschland wurde Hauthal im Referat 114 eingesetzt, das von Adolf Paschke (1891–1978) geleitet wurde. Ab 1962 war Hauthal als Wirtschaftsreferent an der Deutschen Botschaft in Kairo akkreditiert. Am 4. August 1964 wurde er zum Vortragenden Legationsrat befördert. 1966 war Hauthal als Legationsrat I. Klasse an der Deutschen Botschaft in Ägypten Geschäftsträger. 1967 war Hauthal Vertreter des Leiters im Referat „Wirtschaftsbeziehungen zum Nahen Osten und zu Nordafrika“ des Auswärtigen Amts.
Über den Stellvertreterposten rückte Hauthal am 14. September 1971 in die Leitung des Referates Naher Osten und Nordafrika, der Abteilung Handelspolitik, Entwicklungspolitik und Europäische wirtschaftliche Integration auf. 1959 schloss die Regierung der Bundesrepublik Deutschland mit dem Militärregime in Pakistan ein Investitionsschutzabkommen. Dieses stellte für Pakistan den ersten Bilateral Investment Treaty (BIT) dar. Unter der Federführung von Zulfikar Ali Bhutto wurde dieser Vertrag in der Verfassung von Pakistan 1973 ratifiziert. Vom 19. bis 20. November 1973 war Horst Hauthal als Leiter des Referats Südasien im Auswärtigen Amt, mit Lothar Lahn zu den vierten bilateralen Gesprächen in Islamabad. Deutsche Unternehmen investierten daraufhin in den Bereichen Energiewirtschaft, Erdölraffinerie und Wehrtechnik.

## Veröffentlichung
- Horst Hauthal: Eine ökonometrische Untersuchung zur Abhängigkeit der Beschäftigung von der Lohnhöhe (= Dissertation, Rechts- und staatswissenschaftliche Fakultät, Universität Bonn). Bonn 1954, DNB 480460124.